# Dead Man's Walk
Dead Man's Walk är en amerikansk western-miniserie i tre delar från 1996, regisserad av Yves Simoneau. Serien är en fristående uppföljare till Streets of Laredo med Gus och Woodrow men utspelar sig före Lonesome Dove, precis när de anslutit sig till Texas Rangers.

## Handlingen
Året är 1842 i Texas som lider av kulturella slitningar mellan tre folkslag som alla gör anspråk på samma land. Med hopp om framtiden har de unga Gus och Woodrow precis tagit värvning till Texas Rangers, en kår som ska hålla lag och ordning i den unga staten. Deras första uppgift blir att jaga en grupp Comancher under ledning av den fruktade krigaren Buffalo Hump.
Tillsammans med två vildmarksmän, en prostituerad och en indianspårare överlever de snöstormar, attacker från grizzlybjörnar och dödliga bakhåll.

## Karaktärer
- Augustus "Gus" McCrae - David Arquette
- Woodrow F. Call - Jonny Lee Miller
- Clara Forsythe - Jennifer Garner
- Colonel Caleb Cobb - F. Murray Abraham
- Bigfoot Wallace - Keith Carradine
- Matilda Jane "Mattie" Roberts - Patricia Childress
- Major Randall Chevallie - Brian Dennehy
- Captain Salazar - Edward James Olmos

## Föregångare
- Den långa färden, 1989
- Return to Lonesome Dove, 1993
- Streets of Laredo, 1995

## Uppföljare
- Comanche Moon, 2008